# 李昭美
李昭美（？—？），江西德化（江西九江）人，清朝政治人物。

## 生平
嘉慶二十四年，登進士。李昭美曾于1834年接替李正鼎任松江府知府一职，1835年由周岱龄接任。